# Order Białego Lotosu
Order Białego Lotosu (ros. Орден Белого Лотоса) – wysokie odznaczenie cywilne (order) Kałmucji – autonomicznej Republiki w Federacji Rosyjskiej, przyznawane zarówno za zasługi cywilne, jak i wojskowe.

## Historia
Order Białego Lotosu został ustanowiony przez parlament Republiki Kałmucji ustawą № 81-IX z 7 sierpnia 1993. Zgodnie z zapisami Statutu Orderu jest on nadawany głównie obywatelom Kałmucji za wybitne zasługi dla Republiki. Może być przyznawany zarówno osobom fizycznym, jak również jednostkom wojskowym, instytucjom, przedsiębiorstwom, placówkom oświatowym i organizacjom społecznym.
Order otrzymują również wszyscy wyróżnieni tytułem Bohater Kałmucji.

## Opis odznaki
Odznaką Orderu jest nieco wypukły, okrągły medalion wykonany ze złota, otoczony wiązką platynowych promieni różnej wielkości. Na końcach dwóch pionowych i dwóch poziomych promieni umieszczone są dordże pokryte niebieską emalią. Końce czterech najdłuższych promieni w każdej ćwiartce okręgu ozdobione są brylantami. W centrum medalionu, pokrytego niebieską emalią, znajduje się wizerunek kwiatu lotosu z brylantem u jego podstawy. Kwiat lotosu otoczony jest złotym pierścieniem z umieszczonymi przemiennie ośmioma brylantami i ośmioma rubinami. Wielkość odznaki, mierzona pomiędzy wierzchołkami dordż, wynosi 54 mm.
Order nosi się na szyi, na jedwabnej, niebiesko-żółtej wstążce z wąskim białym paskiem pośrodku. Szerokość wstążki wynosi 30 mm, a całkowita jej długość 80 cm.

## Odznaczeni
Niektórzy wyróżnieni Orderem Białego Lotosu:
- Aleksy II – patriarcha Moskwy i Wszechrusi
- Tenzin Gjaco, XIV Dalajlama[1][2] – duchowy i polityczny przywódca Tybetańczyków (29 listopada 2006)
- Aleksiej Wasiliewicz Gordiejew – minister rolnictwa Rosji
- Giennadij Wasiliewicz Kulik – deputowany Dumy Państwowej Rosji
- Aleksandr Ignatiew – piłkarz FK Elista (ros. Футбольный клуб «Элиста», rosyjski klub piłkarski z siedzibą w Elista – stolicy Kałmucji)
- Andriej Nikołajewicz Samorukow – bramkarz FK Elista